# C2苯
C2苯是指含有一个苯环和两个碳原子取代基的有机化合物。这些化合物有：
- 邻二甲苯（1,2-二甲苯）
- 间二甲苯（1,3-二甲苯）
- 对二甲苯（1,4-二甲苯）
- 乙苯

1,2-二甲苯
1,3-二甲苯
1,4-二甲苯
乙苯

市售的二甲苯（异构体混合物）中含有一定量的乙苯。